# Coelotes poweri
Coelotes poweri là một loài nhện trong họ Amaurobiidae.
Loài này thuộc chi Coelotes. Coelotes poweri được Eugène Simon miêu tả năm 1875.